# 예천 용문사 천불탱
예천 용문사 천불탱(醴泉 龍門寺 千佛幀)은 대한민국 경상북도 예천군 용문면, 용문사에 있는 천불탱이다. 2003년 4월 14일 경상북도의 유형문화재 제349호로 지정되었다.

## 같이 보기
- 용문사

## 참고 자료
- 예천용문사천불탱 - 국가유산청 국가유산포털